# Berg-Ahorn

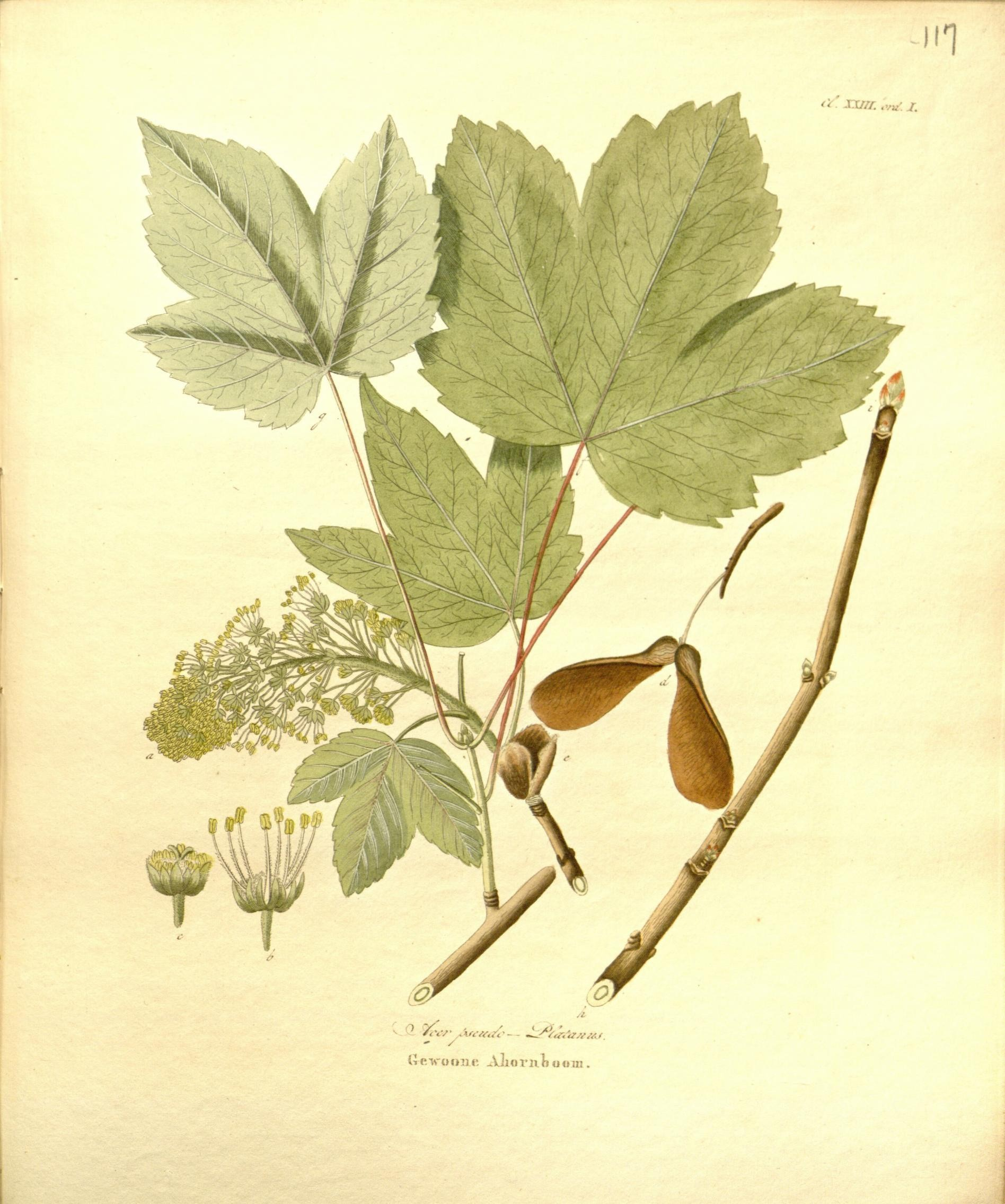
Illustration

Der Berg-Ahorn (Acer pseudoplatanus) ist eine Pflanzenart aus der Gattung der Ahorne (Acer) in der Familie der Seifenbaumgewächse (Sapindaceae). Um seine Zugehörigkeit zur Gattung der Ahorne zu betonen, ist in der Botanik die Bindestrichschreibweise üblich und nicht die ansonsten geläufige Schreibweise Bergahorn. Er ist in Europa weit verbreitet und sowohl als Parkbaum als auch forstwirtschaftlich eine wichtige Art seiner Gattung.

## Beschreibung

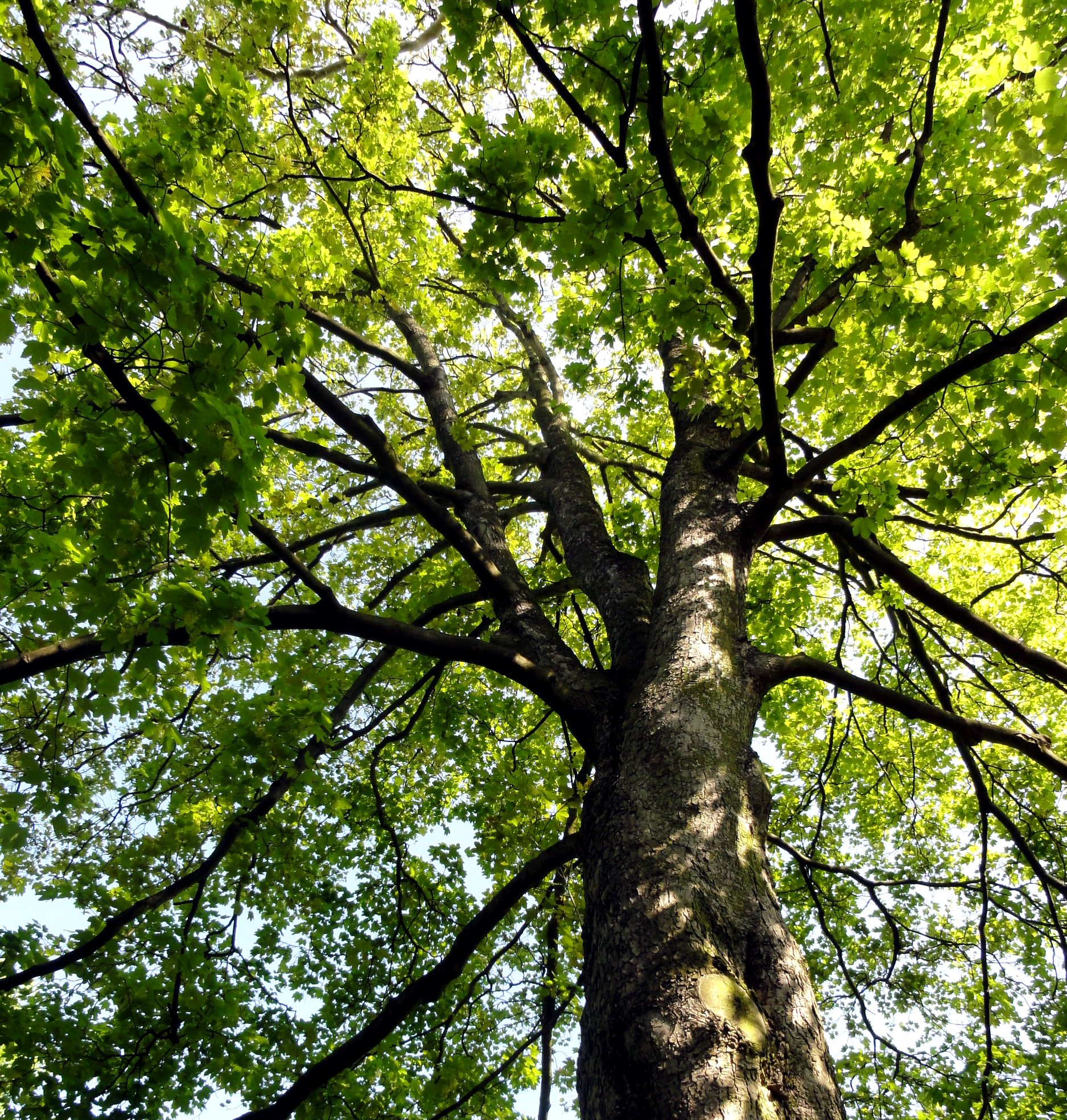
Baumkrone

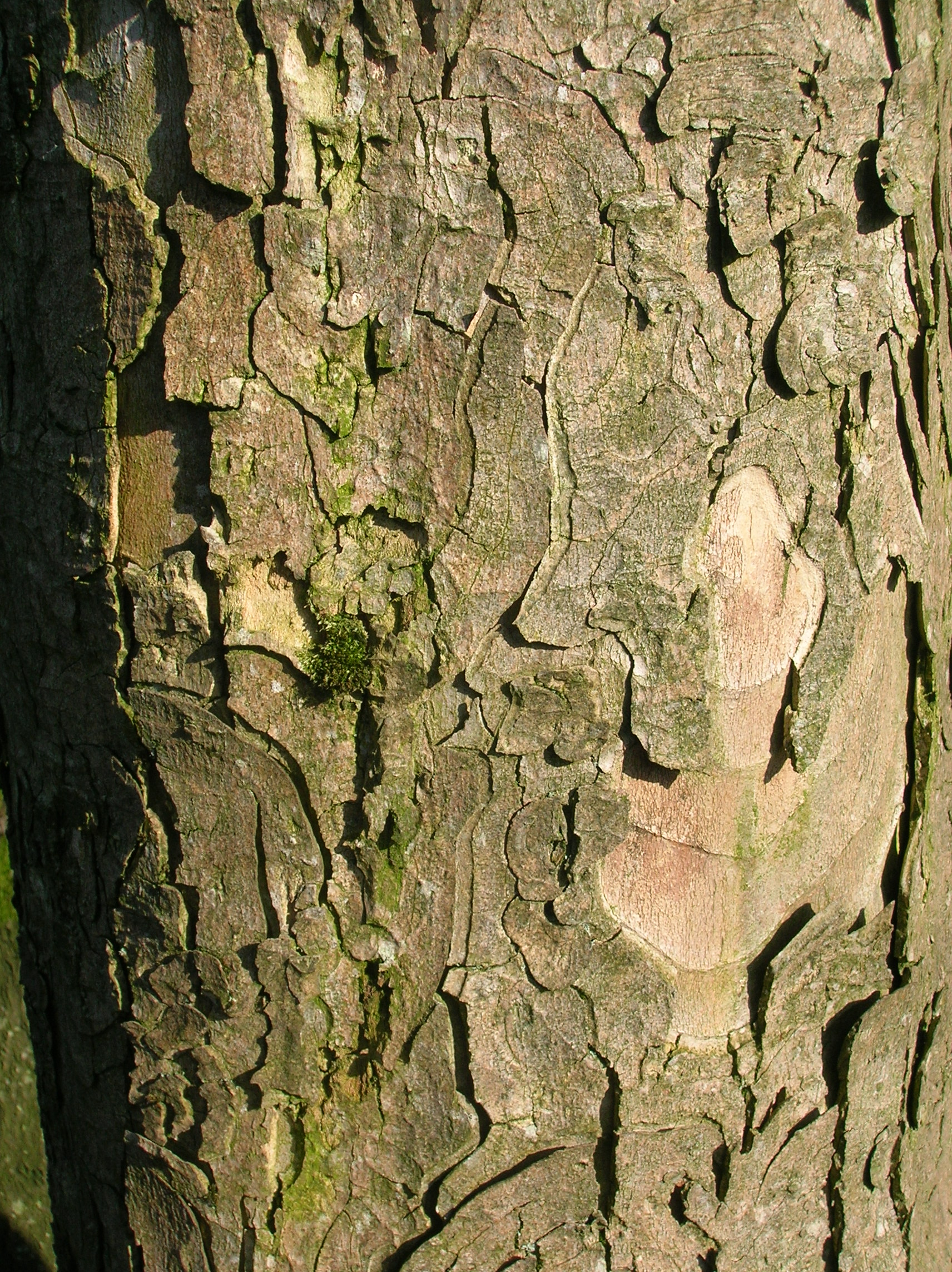
Borke

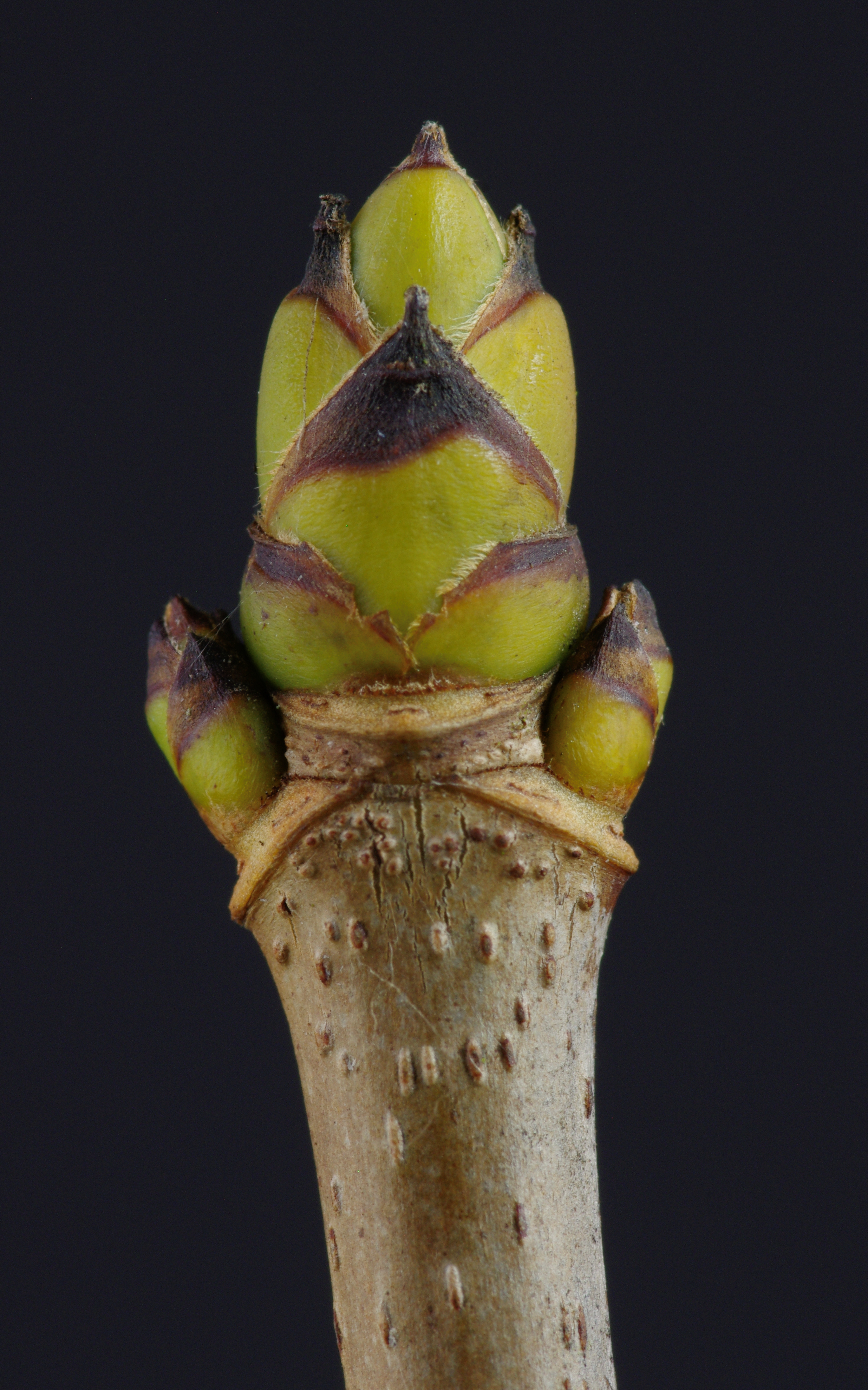
Knospe und Rinde mit Lentizellen

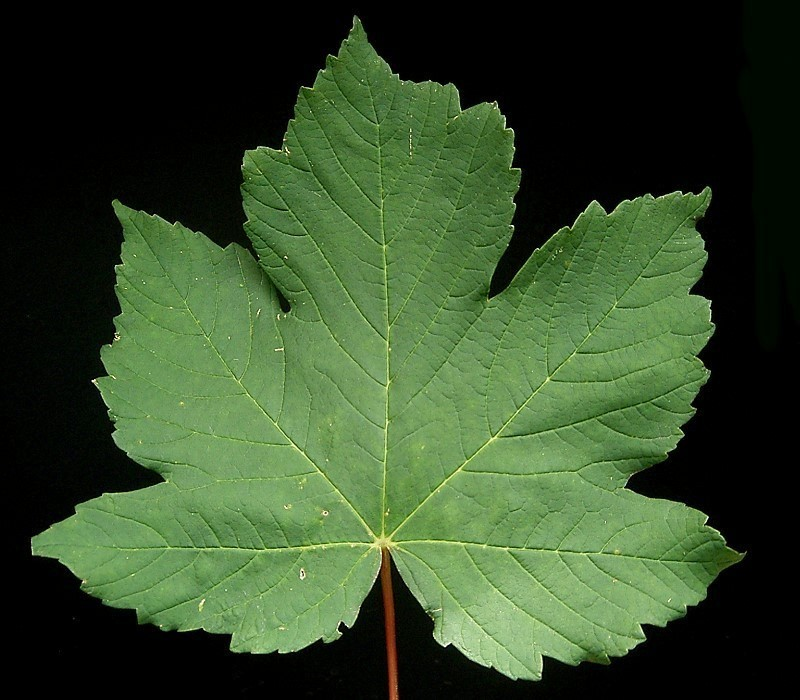
Laubblatt

### Vegetative Merkmale
Der Berg-Ahorn wächst als sommergrüner Baum, der Wuchshöhen von bis über 30 Metern, selten bis über 35 Metern erreicht. Der Stammdurchmesser erreicht über 90 Zentimeter, selten bis über 2 Meter, manchmal bis über 3 Meter. Er kann bis 600 Jahre alt werden, sehr selten bis 800 Jahre. Mit aufstrebenden Ästen und einer abgerundeten Krone besitzt er als Solitärpflanze eine eindrucksvolle Gestalt. Es handelt sich um einen Tiefwurzler.
Die glatte Rinde an den Zweigen ist hell-braun-grau und es sind Lentizellen vorhanden. Die grau-braune bis gräuliche Borke ist sehr schwachborkig und blättert im fortgeschrittenen Alter schuppig bis plattig ab. Das Aussehen des Stamms ist dann platanenähnlich.
Die charakteristisch gefärbten Blattknospen des Berg-Ahorns sind olivgrün. Die End- und Seitenknospen sind spitz eiförmig, wobei die Endknospen größer als die Seitenknospen sind. Die Seitenknospen stehen vom Zweig ab und sind kreuzgegenständig angeordnet. Die Knospenschuppen sind grünbraun bis schwarz berandet, zugespitzt, oft etwas gekielt und am Rand bewimpert.
Die gegenständig angeordneten Laubblätter sind in Blattstiel und -spreite gegliedert. Der Blattstiel enthält keinen Milchsaft. Die bis etwa 20 Zentimeter lange und meist 10 bis 15 (8 bis 20) Zentimeter breite Blattspreite ist fünflappig, wobei die mittleren drei Blattlappen voll ausgebildet sind. Im Vergleich zum Spitzahorn sind die Blattlappen des Berg-Ahorns kürzer zugespitzt und die Spitzen der Blattlappen nicht in langen, schmalen Zipfeln ausgezogen. Die einzelnen Blattlappen treffen im spitzen Winkel aufeinander. Die spitze bis zugespitzte Blattspreite ist mehr oder weniger herzförmig. Die Blattoberseite ist matt dunkelgrün und die Unterseite ist hell-graugrün bis leicht purpurfarben gefärbt. Die Spreite ist auf den Blattadern und in den Nervenwinkeln leicht behaart. Der Blattrand ist gesägt bis unregelmäßig gekerbt. Die handförmig gelappten Blätter ähneln denen der Platane, worauf das Artepitheton pseudoplatanus hinweist. Die Laubblätter der Wildform färben sich im Herbst intensiv goldgelb oder in großen Höhenlagen rötlich.

### Generative Merkmale

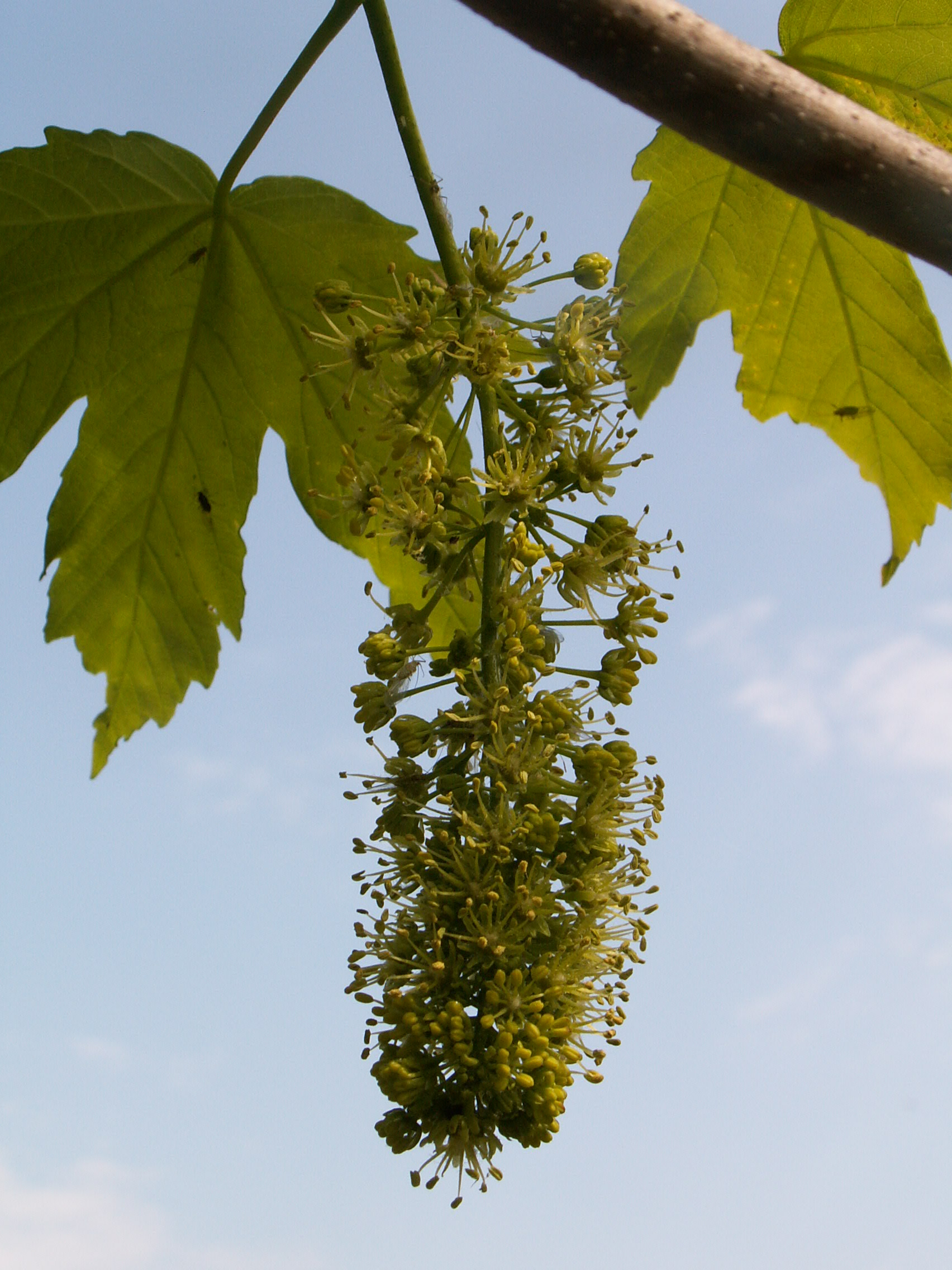
Hängender Blütenstand

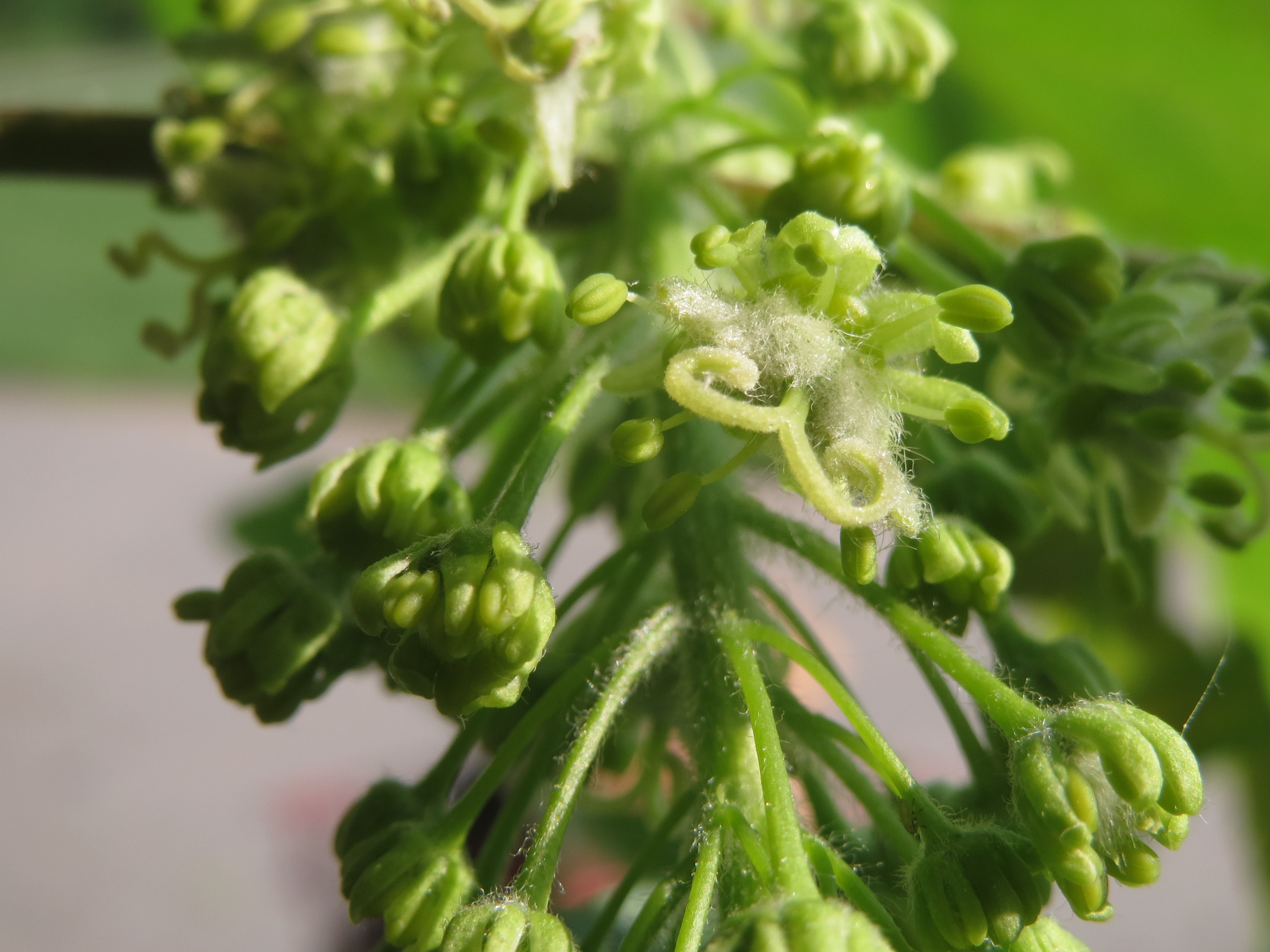
Weibliche Blüte

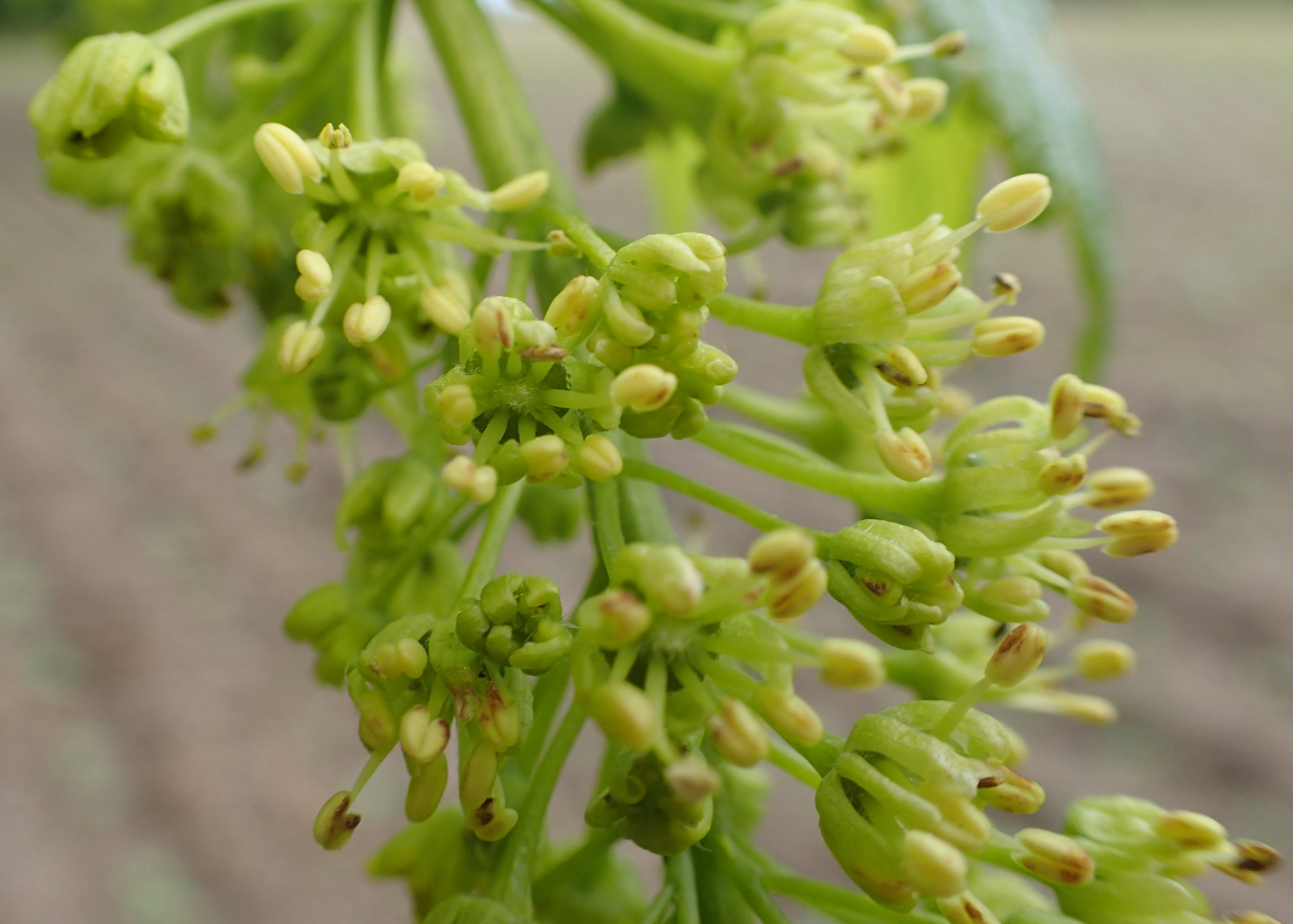
Männliche Blüten

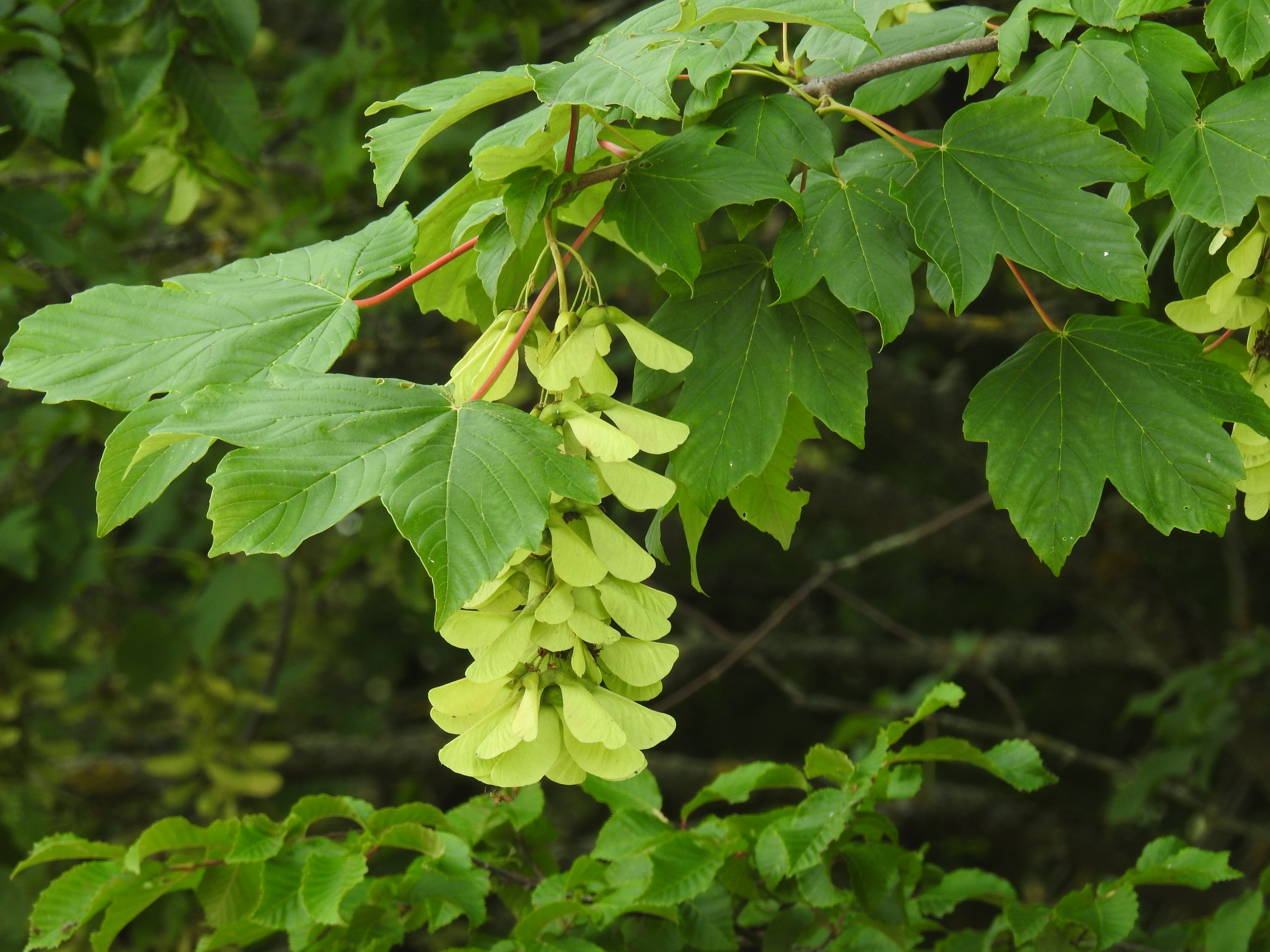
Berg-Ahorn fruchtend

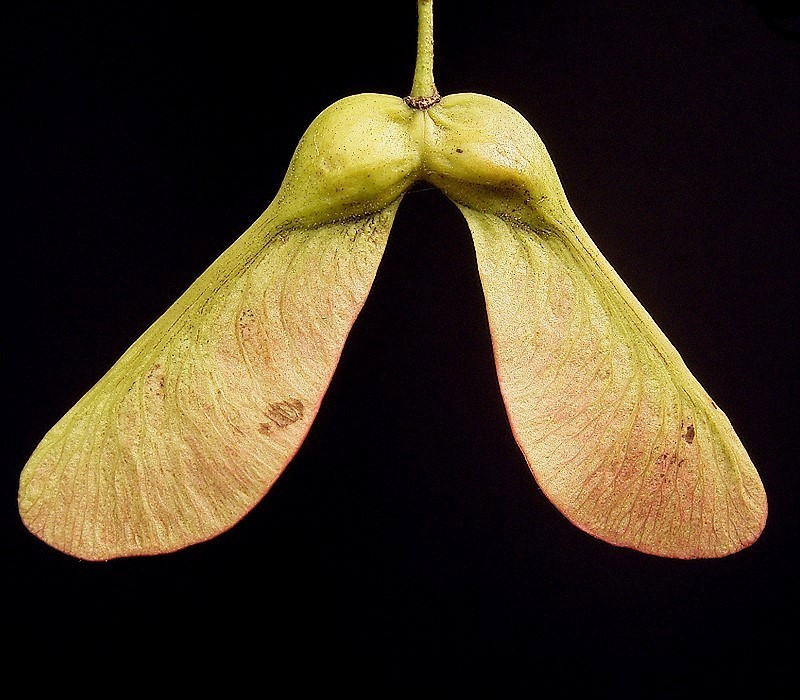
Typische Spaltfrucht mit zwei Flügelnüssen

Blühfähig (mannbar) ist der Berg-Ahorn erst im Alter von 25 bis 40 Jahren. Der Berg-Ahorn blüht von April bis Mai mit dem Laubaustrieb oder unmittelbar danach. Er ist einhäusig monözisch und dichogam.
In 6–15 cm langen, überhängenden, traubenartigen und meist behaarten Rispen stehen viele Blüten dicht zusammen. Die funktionell eingeschlechtlichen, gelb-grünen und gestielten Blüten sind radiärsymmetrisch und fünfzählig mit doppelter Blütenhülle. Die Blütenstiele sind leicht behaart bis kahl. Dabei sind Kelch und Krone sehr ähnlich. Die Anzahl der vorstehenden Staubblätter mit leicht behaarten Staubfäden ist 8 und der Fruchtknoten ist oberständig und weiß-zottig behaart mit kahlem Griffel. Bei weiblichen Blüten sind Staminodien mit Antheroden, bei männlichen ein Pistillode vorhanden. Es ist jeweils in Diskus vorhanden.
Der Berg-Ahorn bildet zweiteilige und geflügelte Spaltfrüchte mit Flügelnüssen (Samara). Die einsamigen Teilfrüchte besitzen jeweils einen Flügel und enthalten jeweils ein kugeliges Nüsschen. Die Teilfrüchte sind 3,5–4,5 cm lang und bis zu 15 mm breit. Die Flügel verbreitern sich zu den Flügelspitzen hin. Die äußeren Ränder der beiden Teilfrüchte bilden zueinander einen rechten bis spitzen Winkel. Hierdurch und durch die Nüsschen unterscheiden sich die Früchte des Berg-Ahorns von denen der anderen Ahorn-Arten Mitteleuropas. An den Fruchtschalen befinden sich innen lange, silberweiße Haare. Die Früchte reifen von Ende August bis Anfang Oktober. Fruchtreife ist von September bis Oktober. Die Teilfrüchte der Spaltfrüchte hängen bis zur Reife zusammen.
Die Chromosomengrundzahl beträgt x = 26; es liegt Diploidie mit einer Chromosomenzahl von 2n = 52 vor.

## Ökologie
Bei der Acer pseudoplatanus handelt es sich um einen Phanerophyten.

### Blütenbiologie
Die Blüten enthalten viel Nektar. Bestäubung erfolgt durch Insekten und durch Wind.

### Ausbreitungsbiologie
Die Flügelnüsse sind typische Schraubenflieger mit etwa 16 Umdrehungen pro Sekunde. Vom Wind werden sie oft mehr als 100 Meter weit getragen.

### Waldbau
Waldbaulich dient der Berg-Ahorn neben der auf geeigneten Standorten vorhandenen hohen Wertleistung auch als wertvolle Mischbaumart der Bodenverbesserung und der ökologischen Bereicherung. Die kräftige, aus Verzweigung der Pfahlwurzel entstandene Herzwurzel erschließt den Boden gut. Sie geht in die Tiefe, ohne sich weiter zu verzweigen. Die Blätter aller Ahorn-Arten verrotten zu bodenpfleglichem Mull. Berg-Ahorn verjüngt sich auf natürliche Weise sehr gut. Als Pionierbaumart kann er Rohböden, Kippen und durch seine bereits früh einsetzende, zahlreiche Fruktifikation auch etwas ärmere Böden erschließen.
Der Berg-Ahorn ist wie der Spitzahorn in der Jugend sehr raschwüchsig. Nach 10 Jahren bereits etwa 4 Meter hoch, kann er nach 20 Jahren etwa 16 Meter Höhe erreichen. Die Endhöhe liegt bei etwa 35 Metern. Das Wachstum lässt auf durchschnittlichen Standorten aber bereits relativ früh nach, so dass sie in der Folge von der Rotbuche eingeholt und überwachsen werden.
„Aufsitzerpflanzen“ oder Epiphyten wie Moose und Flechten nutzen vor allem in höheren Lagen oder feuchten Tälern den Berg-Ahorn als Unterlage, um besser ans Licht zu kommen. Da sie nicht in den Baum eindringen, richten sie keinen Schaden an. Auf der Borke aufsitzende empfindliche Flechten wie die Bartflechten sind ein Zeichen hoher Luftreinheit.

### Umwelteinflüsse und Fraßfeinde
Der Berg-Ahorn kann weder längeren Wassermangel noch Überflutungen vertragen. Berg-Ahorn ist frosthart, aber junge Exemplare sind empfindlich gegen späten Frost. Junge Bäume werden von Wühlmäusen benagt und auch Wild verbeißt sie gern, so dass sie häufig vor diesem geschützt werden müssen.

### Krankheiten

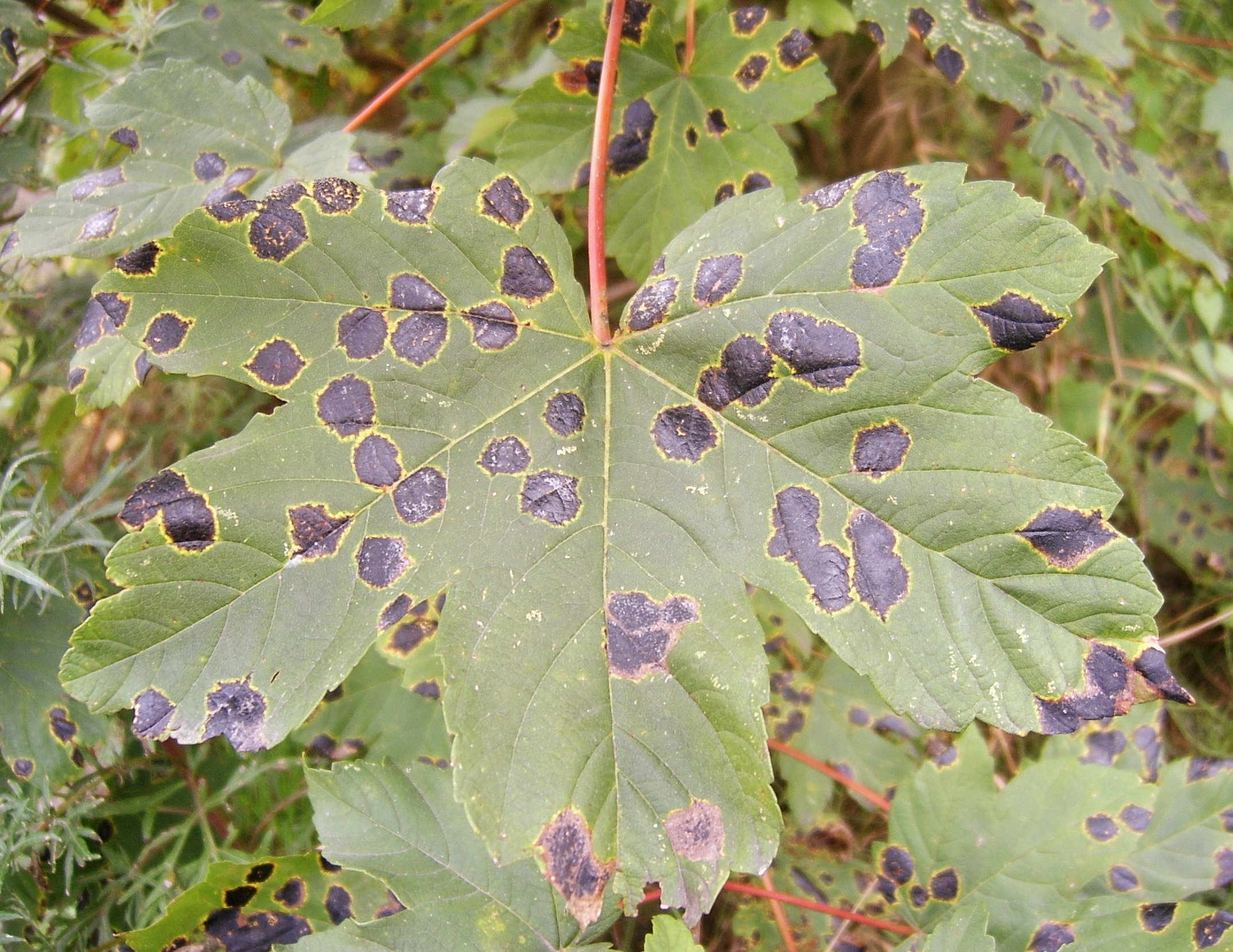
Teerfleckenkrankheit

Häufig tritt die besonders auffällige Teerfleckenkrankheit auf, bei der sich die durch den parasitischen Pilz Ahorn-Runzelschorf infizierten Blattpartien schwarz färben. Diese Krankheit tötet den Baum jedoch nicht.

### Lebensraum für Insekten

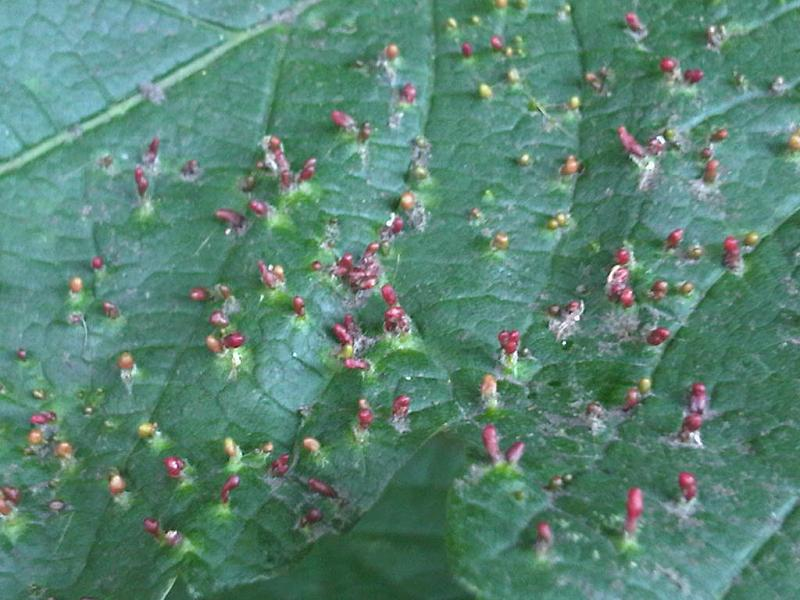
Hörnchengallmilbe (Aceria macrorhyncha) an Laubblatt des Berg-Ahorns

#### Falter
Im und vom Holz des Berg-Ahorns leben die Raupen von Weidenbohrer und Blausieb. Von den Blättern leben die Raupen von Ahorneule, Ahornspanner und Haarschuppenspinner.

#### Motten
Die Ahornmotte lebt in aufgerollten Blättern, die Ahornminiermotte in den Früchten. Die Raupe des Ahornwicklers frisst zunächst Samen und nach der Überwinterung zusammengesponnene Blätter. Die Rosskastanienminiermotte nutzt ebenfalls den Berg-Ahorn als sekundäre Wirtspflanze.

#### Käfer
Der Pflasterkäfer (alternativer Name: Spanische Fliege) ernährt sich von Blättern, seine Larven entwickeln sich in Wildbienennestern. Der Ahornblattroller fertigt für seine Jungen Trichterrollen aus Ahornblättern. Die Larven mehrerer Bockkäferarten ernähren sich von trockenen oder bereits morschen Ästen, Zweigen und Wurzelstubben des Berg-Ahorns: Feldahornbock, Schwarzschwänziger Schmalbock, Bunter Scheibenbock, Keulenfüßiger Scheckenbock. Im Holz kranker Bäume lebt auch der Buchennutzholz-Borkenkäfer.

#### Wildbienen
Neben Honigbienen zieht die sehr gute Nektartracht des Berg-Ahorns im Mai bis Anfang Juni auch Wildbienenarten wie die Rotpelzige Sandbiene, die Rotschopfige Sandbiene, die Rote Mauerbiene und die Gehörnte Mauerbiene an. An dem Nektar laben sich neben den beiden genannten Mauerbienenarten (Osmia) nach Studien von Paul Westrich insgesamt auch zwei Furchenbienenarten (Lasioglossum) und elf Sandbienenarten (Andrena).

#### Weitere Insekten
Außerdem leben häufig die Hörnchengallmilbe (Aceria macrorhyncha) sowie die Larven der Ahorngallwespe (Pediaspis aceris) in den Ahornblättern.

## Vorkommen

Verbreitung des Bergahorns
Natürliche Verbreitung× Isolierte Populationen
▲ Eingeführte und verwilderte Vorkommen (synanthropisch)

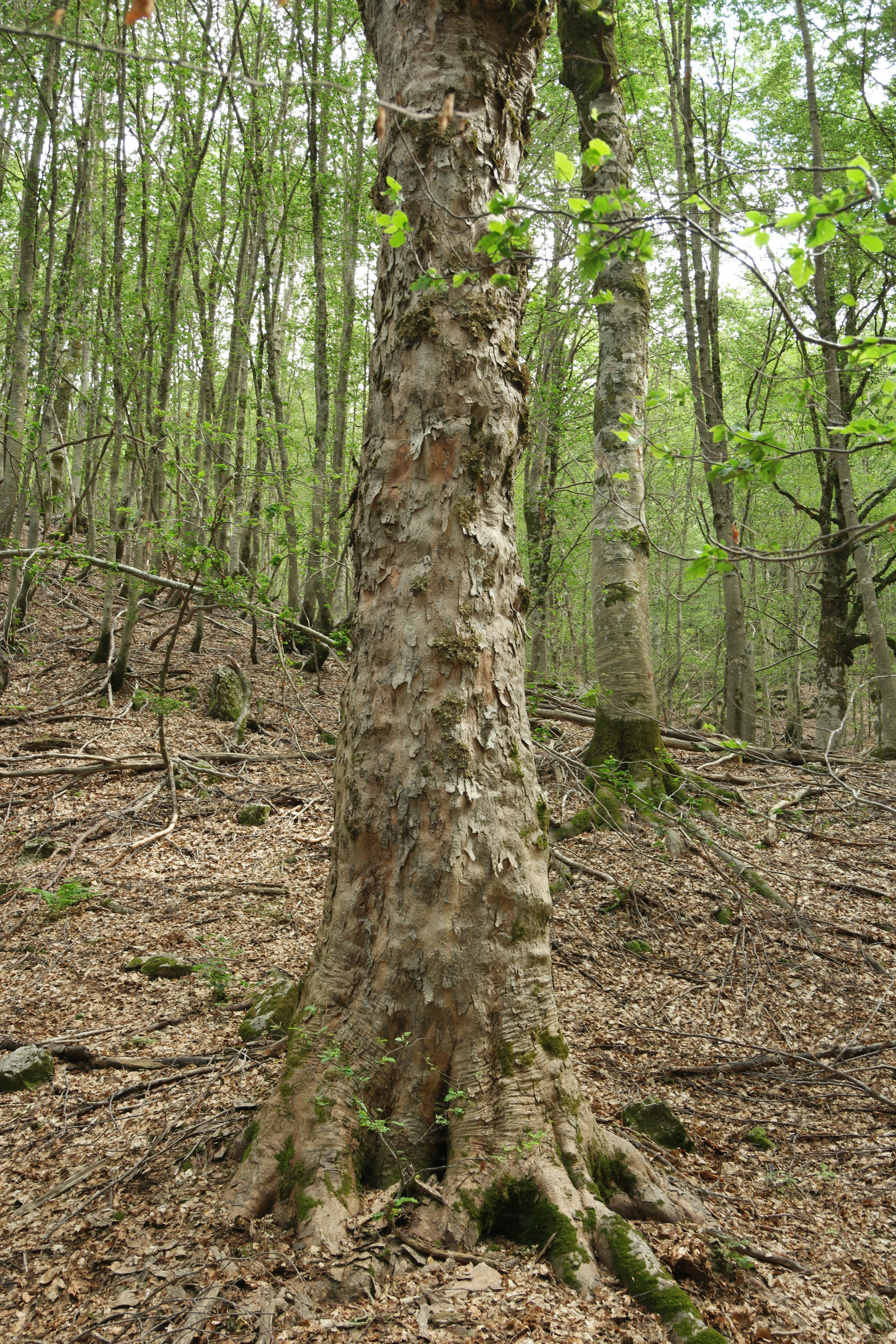
Der Bergahorn ist am Aufbau montaner Buchenwälder beteiligt. Dieser starke Bergahorn wächst im Urwald Ilijin do in der Bijela gora in Montenegro

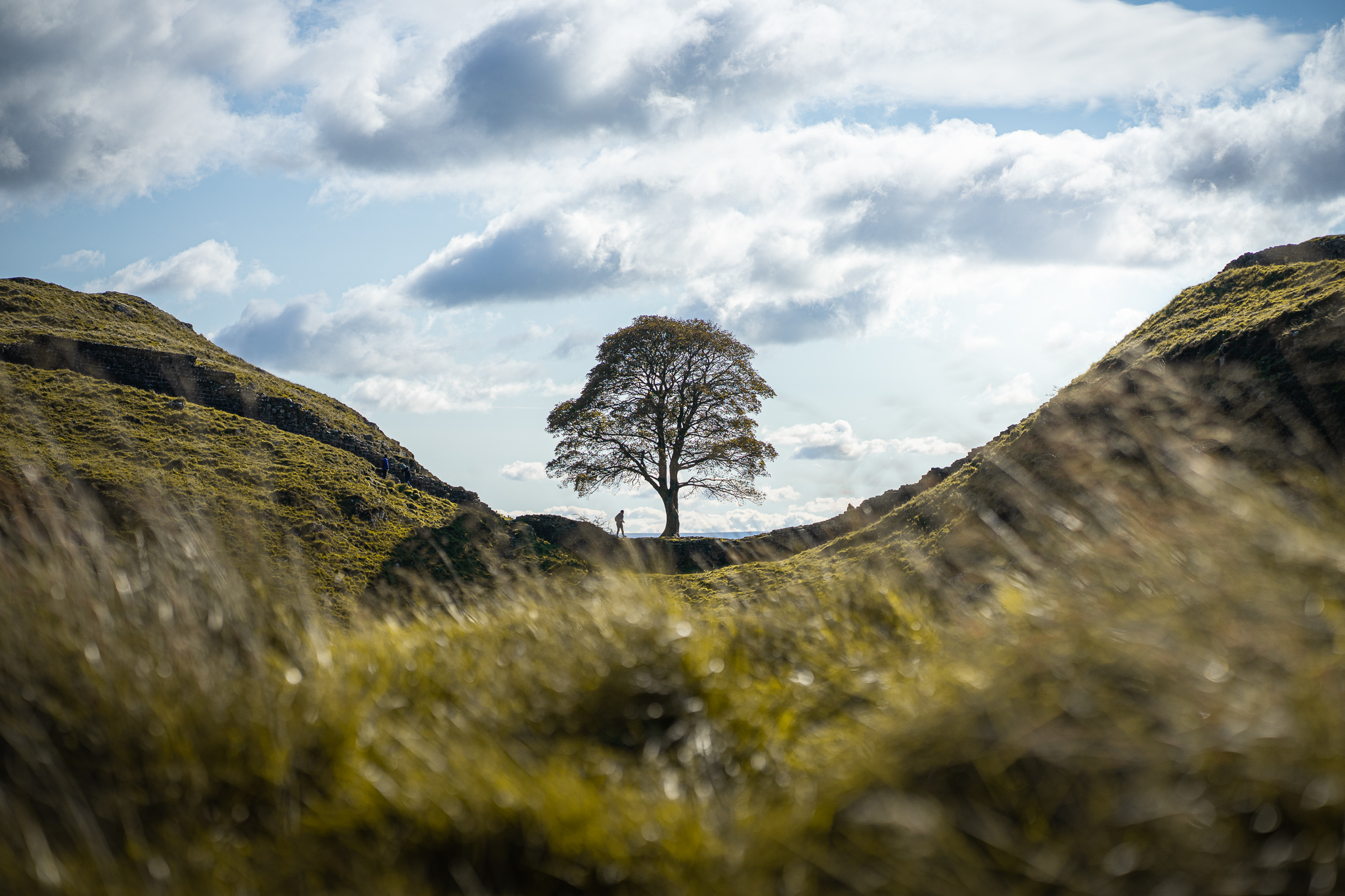
Sycamore Gap Tree, Vereinigtes Königreich

Der Berg-Ahorn ist in Europa und Westasien weitverbreitet. Es gibt Fundortangaben für Deutschland, Dänemark, Österreich, die Schweiz, Italien (inklusive Sizilien), Frankreich (inklusive Korsika), Spanien, Portugal, die ehemalige Tschechoslowakei, Ungarn, Polen, Belarus, das ehemalige Jugoslawien, Bulgarien, Rumänien, Moldawien, Albanien, Griechenland, die Ukraine, Georgien und Ciskaukasien. In Südspanien und Südgriechenland fehlt er.
In Mitteleuropa ist er die häufigste Ahornart. Als Baum des kühl-feuchten Bergklimas liegen seine Verbreitungsschwerpunkte in den mittleren und höheren Lagen der süd- und mitteleuropäischen Gebirge. In den Mittelgebirgen ist er von etwa 900 (Harz und Erzgebirge) bis 1300 Metern heimisch (Bayerischer Wald). Er erreicht Höhenlagen in der Steiermark bis 1700 Metern, im Unterwallis bis 1980 Meter. Der Berg-Ahorn steigt oft gemeinsam mit der Vogelbeere bis in die hochmontane Höhenstufe. In den Allgäuer Alpen steigt er bis zu einer Höhenlage von 1500 Metern auf. Zusammen mit der Buche kommt er aber auch im Hügelland vor und bildet mit Esche und Bergulme die sogenannten Schluchtwälder (Aceri-Fraxinetum). Er ist in Mitteleuropa eine schwache Charakterart des Verbands Tilio-Acerion und kommt auch in Pflanzengesellschaften der Verbände Fagion oder Alno-Ulmion vor.
Die ökologischen Zeigerwerte nach Landolt et al. 2010 sind in der Schweiz: Feuchtezahl F = 3+w+ (feucht aber stark wechselnd), Lichtzahl L = 2 (schattig), Reaktionszahl R = 3 (schwach sauer bis neutral), Temperaturzahl T = 3 (montan), Nährstoffzahl N = 3 (mäßig nährstoffarm bis mäßig nährstoffreich), Kontinentalitätszahl K = 2 (subozeanisch).
Acer pseudoplatanus ist in vielen Gebieten mit gemäßigtem Klima ein Neophyt, beispielsweise in Makaronesien, Australien, Neuseeland, Nordamerika und Argentinien. Durch seine Ausbreitungsstrategie mit den Flügelnüssen gilt er in einigen Ländern als invasive Pflanze.
Im westlichen Teil der Norddeutschen Tiefebene, Skandinavien, Belgien und den Niederlanden findet man den Berg-Ahorn nur dort, wo er vom Menschen hingebracht wurde. In Nordeuropa und auf den Britischen Inseln gibt es keine natürlichen Vorkommen des Berg-Ahorns, er wird aber oft kultiviert und kommt dann auch verwildert vor. In Dänemark wird der Berg-Ahorn nach dem deutschen Forstmann Johann Georg von Langen, der als Begründer der planmäßigen Forstwirtschaft Dänemarks gilt, auch als „Von Langens Fußstapfen“ bezeichnet.

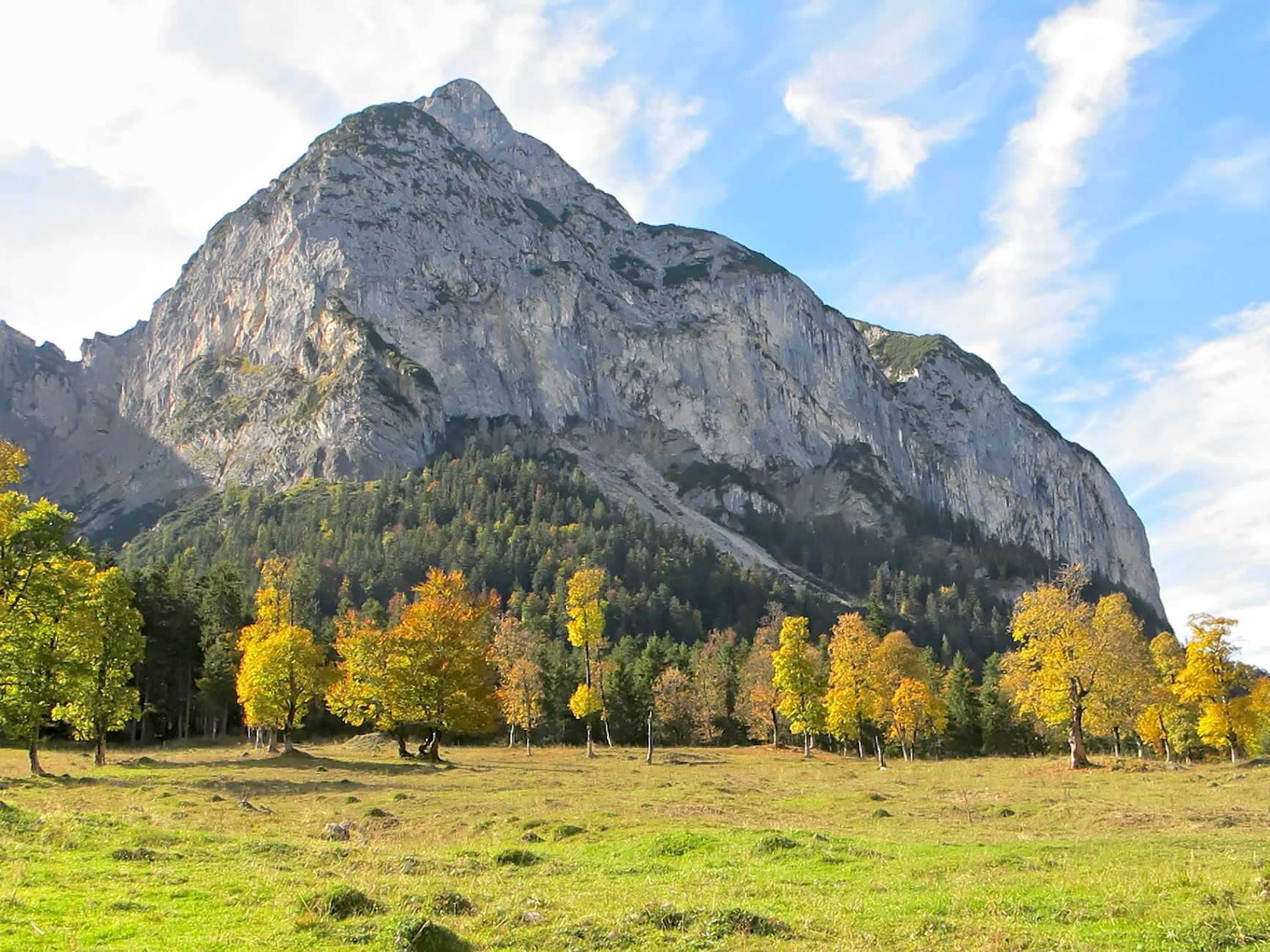
Hochmontaner Standort im pleistozänen Trogtal des Großen Ahornbodens im österreichischen Karwendelgebirge im Oktober

Die so genannten „Ahornböden“ oder Bergahornweiden auf Almwiesen sind durch indirekte Förderung des Berg-Ahorns durch den Menschen entstanden. Zwei besonders schöne und prominente Beispiele dafür sind der Große und der Kleine Ahornboden im Naturpark Karwendel. Sie sind beliebte Ziele für Tagesausflüge und Wanderungen.

## Taxonomie
Die Erstveröffentlichung von Acer pseudoplatanus erfolgte 1753 durch Carl von Linné in Species Plantarum, 2, Seite 1054.

## Volksnamen
Für den Berg-Ahorn bestehen bzw. bestanden die häufig auch nur regional gebräuchlichen Bezeichnungen: Abhorn (althochdeutsch), Acher (Kärnten im Lesachtal), Achor (mittelhochdeutsch), Achorn (mittelhochdeutsch), Aehre, Aerle, Aernbaum, Afterahorn, Aharen (mittelhochdeutsch), Ahern (mittelhochdeutsch), Ahören (mittelhochdeutsch), Ahor (mittelhochdeutsch), Ahoren (mittelhochdeutsch), Ahorn, Ahre, Ahürn (Mecklenburg), Alhorn, Amhorn, Anchore, Anchorn, Anerle, Aorn (mittelhochdeutsch), Arle, Arnholz (mittelhochdeutsch), Asthüren (Siebenbürgen), Breitlöbere (Österreich), Breitlobere, Buchéschern, Ehre (Schwaben), Ehrenbaum, Ehrenholz, Einhorn, Engelköpfchenbaum (Schlesien), Eschdorn, Wilder Feigenbaum, Flader (mittelhochdeutsch), Fladerbaum (mittelhochdeutsch), Gaisbaum, Klon (Niederlausitz), Lauterbaum, Lefelbum (Siebenbürgen bei Schäßburg), Leimáhre, Großer Massholder, Milchbaum (Elsass, Schweiz), Milenbaum, Oehrn, Ohern (mittelhochdeutsch), Ohorn (St. Gallen), Ohorenbaum (mittelhochdeutsch), Ohre, Pladerbóm (mittelniederdeutsch), Plederenbóm (mittelniederdeutsch), Spillholz (Sachsen), Spindelholz (Sachsen), Steinahre, Steinehre, Steinohre, Ure (Böhmen, Erzgebirge), Urle (Schlesien), Urlenbaum (Schlesien), Waldeschern, Weinblatt und Weinlaub.

## Nutzung

### Holz

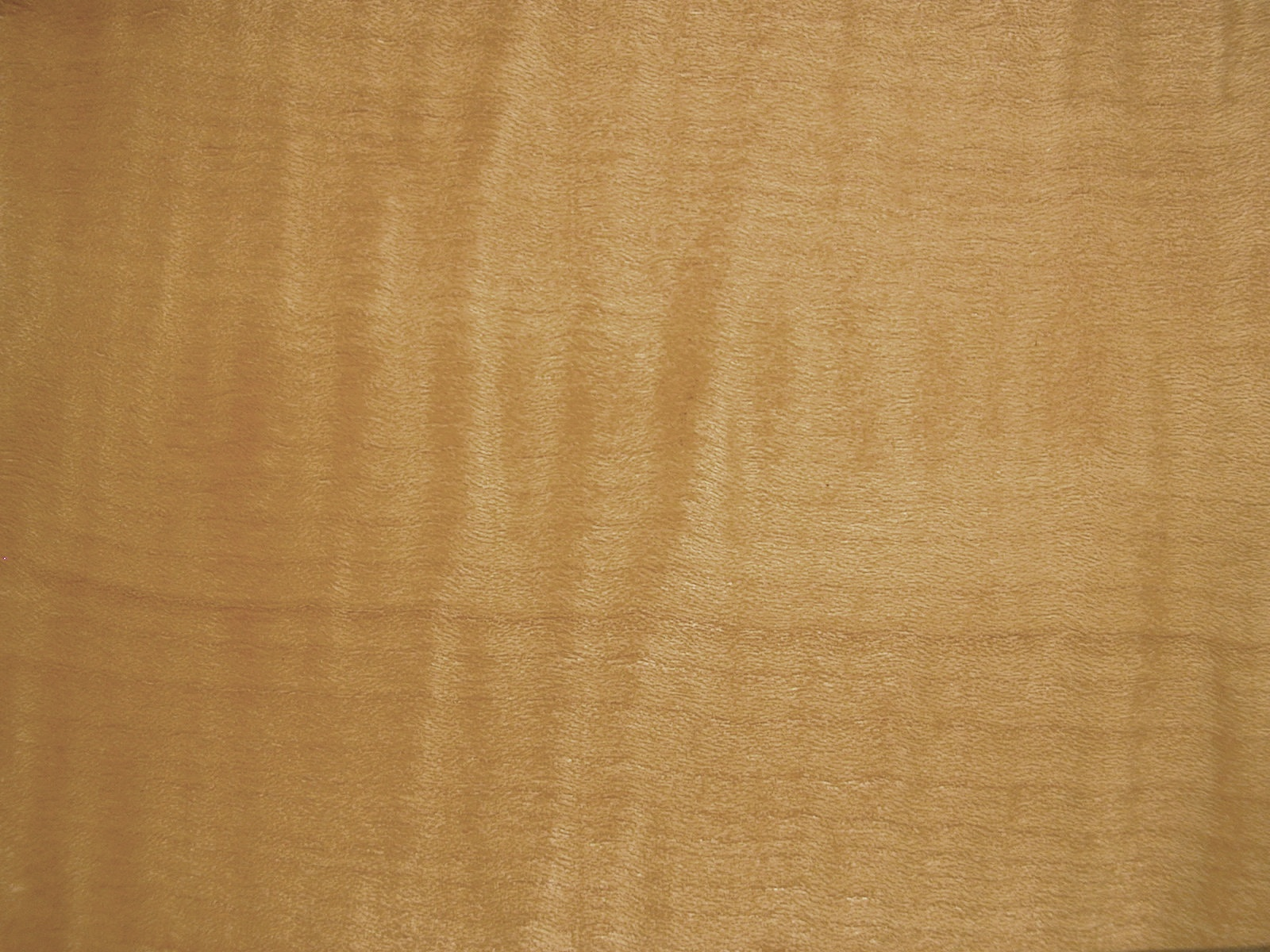
Riegel-Ahorn

Der Berg-Ahorn hat in der Forstwirtschaft eine Umtriebszeit von 120–140 Jahren. Nach 120 Jahren ist ein Stammdurchmesser von 60 cm erreichbar.
Das Holz ist hart, aber gut zu bearbeiten und wird auf Grund seiner Qualität zu den Edellaubhölzern gezählt. Für qualitativ hochwertige Stämme können Preise von mehreren tausend Euro erzielt werden. Der Höchstpreis für einen französischen Berg-Ahorn mit Riegelung betrug dabei über 61.000 Euro. Die Riegelung entsteht durch welligen Verlauf der Fasern des Xylems und tritt nur bei 3 % der Berg-Ahorne auf. Geriegelte Ahorne werden heute zumeist aus Tirol, Frankreich, Schottland oder Bosnien in geringen Mengen bezogen.
Schon die Pfahlbauer der Stein- und Bronzezeit nutzten das Holz des Ahorns häufig, allerdings ist es nicht besonders witterungsfest. Es wird für Tischler- und Drechslerarbeiten (Werkzeugstiele, Möbel, Parkettböden etc.) verwendet. Besonders gefragt ist Riegel-Ahorn. Das ebenfalls bekannte Vogelaugen-Ahornholz stammt jedoch nicht vom Berg-Ahorn und wird nur beim Nordamerikanischen Zucker-Ahorn gefunden. Dieses bildet Stämme mit ungewöhnlich welligem Faserverlauf, wodurch das Holz besonders dekorativ wird. Eine Spezialverwendung ist die Nutzung als Klangholz für den Bau von Musikinstrumenten wie Streichinstrumente, Zupfinstrumente und Fagotte. Dabei wird der Ahorn wegen seiner Elastizität und Feinporigkeit im Violinenbau für die Herstellung der Zargen und wegen seiner optischen Auffälligkeit für die Herstellung der Geigenböden verwendet. Für die Tonqualität ist jedoch maßgeblich die Decke verantwortlich, welche praktisch immer aus feinjährigem (d. h. die Jahresringe liegen eng und gleichmäßig) Fichtenholz hergestellt wird.
Das kanadische Berg-Ahorn-Holz wird wegen seiner Härte für Skateboarddecks verwendet. Für die Herstellung der Skateboards werden mehrere Lagen des Berg-Ahorns eingefärbt und zusammengelegt.
Holzeigenschaften:
| Kenngröße                      | Wert      | Einheit |
| ------------------------------ | --------- | ------- |
| mittlere Rohdichte (12 % HF)   | 623       | kg/m³   |
| Elastizitätsmodul              | 9400      | N/mm²   |
| Druckfestigkeit                | 58        | N/mm²   |
| Zugfestigkeit                  | 82        | N/mm²   |
| Biegefestigkeit                | 112       | N/mm²   |
| Bruchschlagarbeit              | 62–65     | kJ/m²   |
| Brinellhärte (0° Faserwinkel)  | 62        | N/mm²   |
| Brinellhärte (90° Faserwinkel) | 27        | N/mm²   |
| Wärmeleitfähigkeit             | 0,16–0,18 | W/(m•K) |

### Weitere Nutzungen

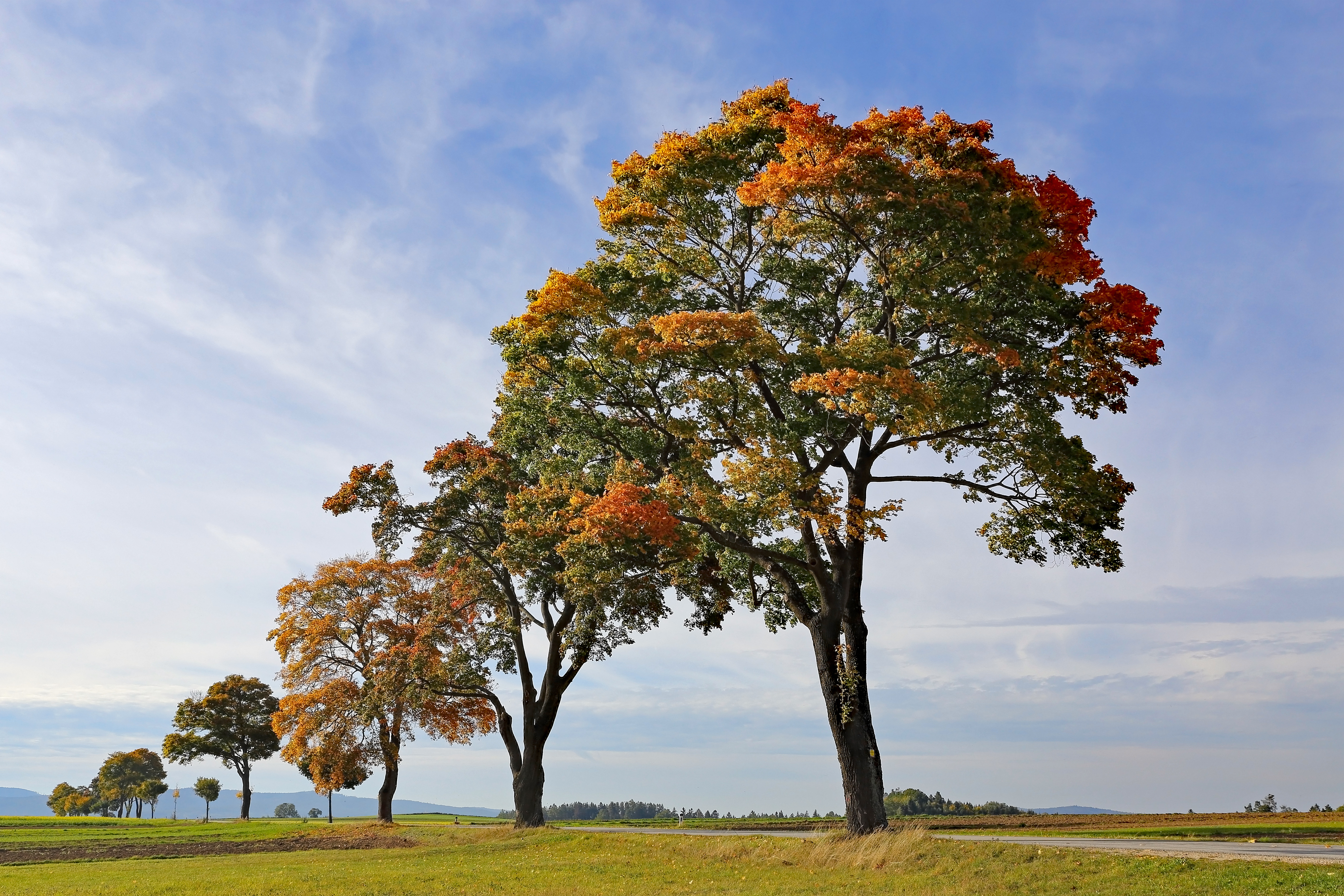
Ahornallee bei Altweitra, Niederösterreich

An Straßen bietet der Berg-Ahorn wegen der großen Blätter relativ guten Sonnen und Staubschutz, ist jedoch empfindlich gegen Streusalz.
Der Pflanzensaft des zeitigen Frühjahrs wurde früher zur Zuckergewinnung genutzt. Der Saft kann auch zu einem most- oder weinähnlichen Getränk vergoren werden.
Die Blätter können zum Einwickeln von Speisen verwendet werden. Das Laub oder zerriebene Rinde kann auch als Schaf- und Ziegenfutter sowie als Streu verwendet werden.
Die Blüten stellen im Frühjahr eine ergiebige Nektarquelle dar, die von Honigbienen genutzt wird. Der von ihnen daraus meist mit Löwenzahn-Nektar zusammen hergestellte Honig ist von exzellenter Qualität. Reinsortenhonig gibt es nur in wenigen Berglagen mit ausgedehnten Laubmischwäldern und dort hohem Berg-Ahorn-Anteil. Dieser Honig ist hellgelb, mild im Geschmack und Aroma und kristallisiert feinkörnig-pastös. Die Bienen können auch sehr reichlich grünliche Pollenkörner sammeln. Mit bis zu 25 Millionen Pollenkörnern pro Blütenstand liegt der Berg-Ahorn deutlich vor dem Spitzahorn mit 238.000 Pollenkörnern.
Die Deutsche Bahn pflanzt im Rahmen einer Durchforstungs-Initiative gezielt Blutahorn-Bäume entlang ihrer Strecken an, weil diese stabile, tiefwurzelnde Baumart die Gefahr minimiert, bei Stürmen umzustürzen und so Gleise zu blockieren.

## Sonstiges

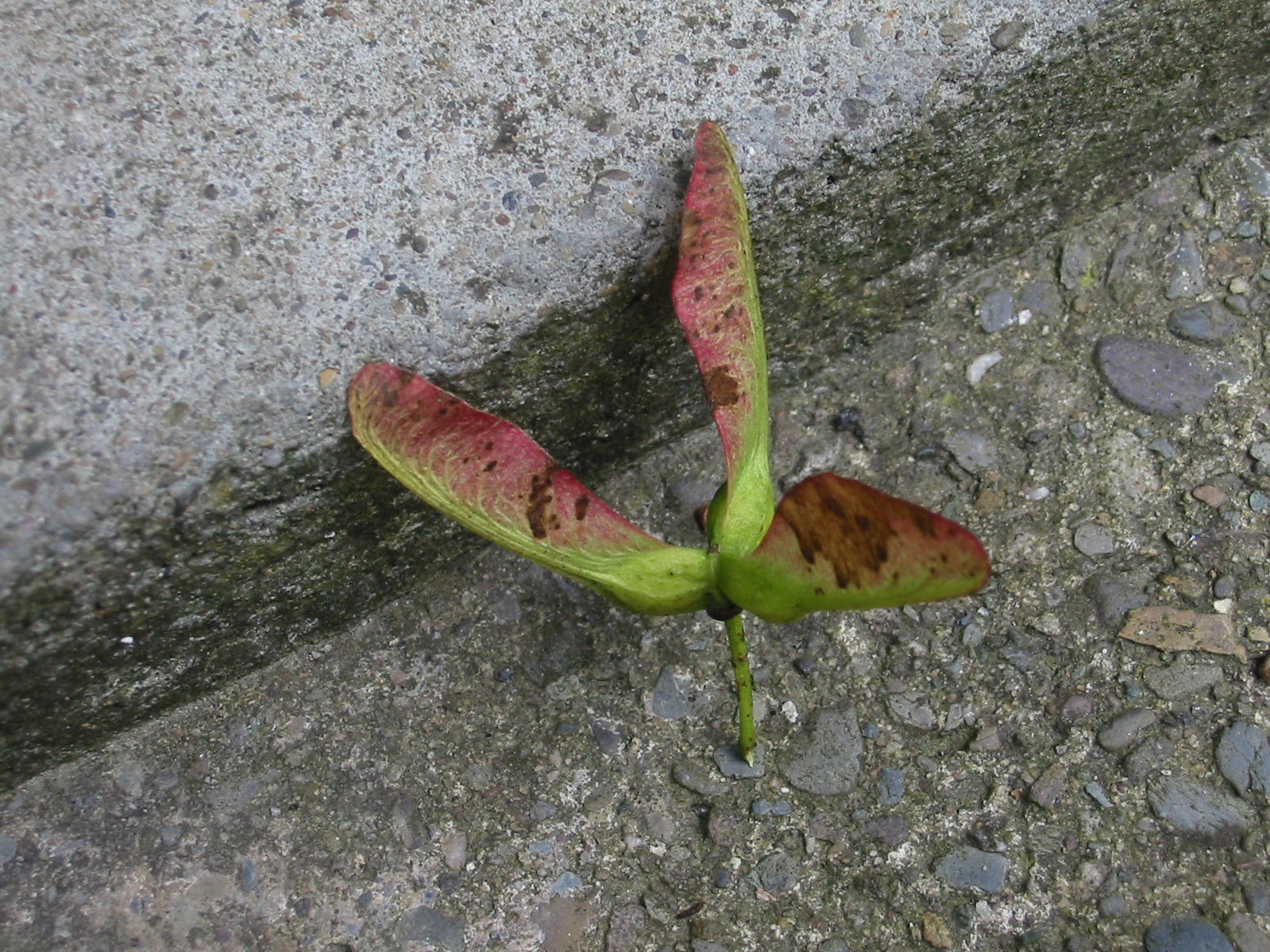
Seltene dreifache Flügelnuss

Legendär wurde der Ahorn von Trun in Graubünden, unter dessen Krone am 16. Mai 1424 der Graue Bund gegründet wurde. Die Mitglieder trafen sich noch bis 1870 unter diesem Baum, um den Bund zu bestätigen, dann wurde er von einem Sturm geworfen. Der zerborstene Strunk wurde in einer Trauerprozession in den Gerichtssaal von Chur getragen. Teile des alten Stamms sind heute im Museum Sursilvan in Trun zu sehen. Heute steht an gleicher Stelle ein neuer Ahorn, der aus einem Steckling des Schwurbaums nachgezogen wurde.
Nachdem in Deutschland 1995 bereits der Spitzahorn zum Baum des Jahres gewählt worden war, kam 2009 dem Berg-Ahorn diese Ehre zuteil. In Österreich wurden 2005 die Gruppe der Ahorne (Berg-Ahorn, Spitz-Ahorn und Feld-Ahorn) zum Baum des Jahres gewählt.
Am 23. Oktober 2020 wurde ein rund 270 Jahre alter Berg-Ahorn mit einem Stammumfang von 5,55 Metern, der im Hirschpark im Hamburger Stadtteil Nienstedten steht, als sechster Nationalerbe-Baum Deutschlands ausgezeichnet.
Für Pferde sind die Früchte und Keimblätter, vermutlich auch die Laubblätter des Berg-Ahorns tödlich giftig. Inwieweit auch die Teerfleckenkrankheit bei dieser sogenannten Atypischen Weidemyopathie eine Rolle spielt, ist nicht bekannt.
Bei Kindern sind die Flügelnüsse als „Nasenzwicker“ beliebt.

## Sorten

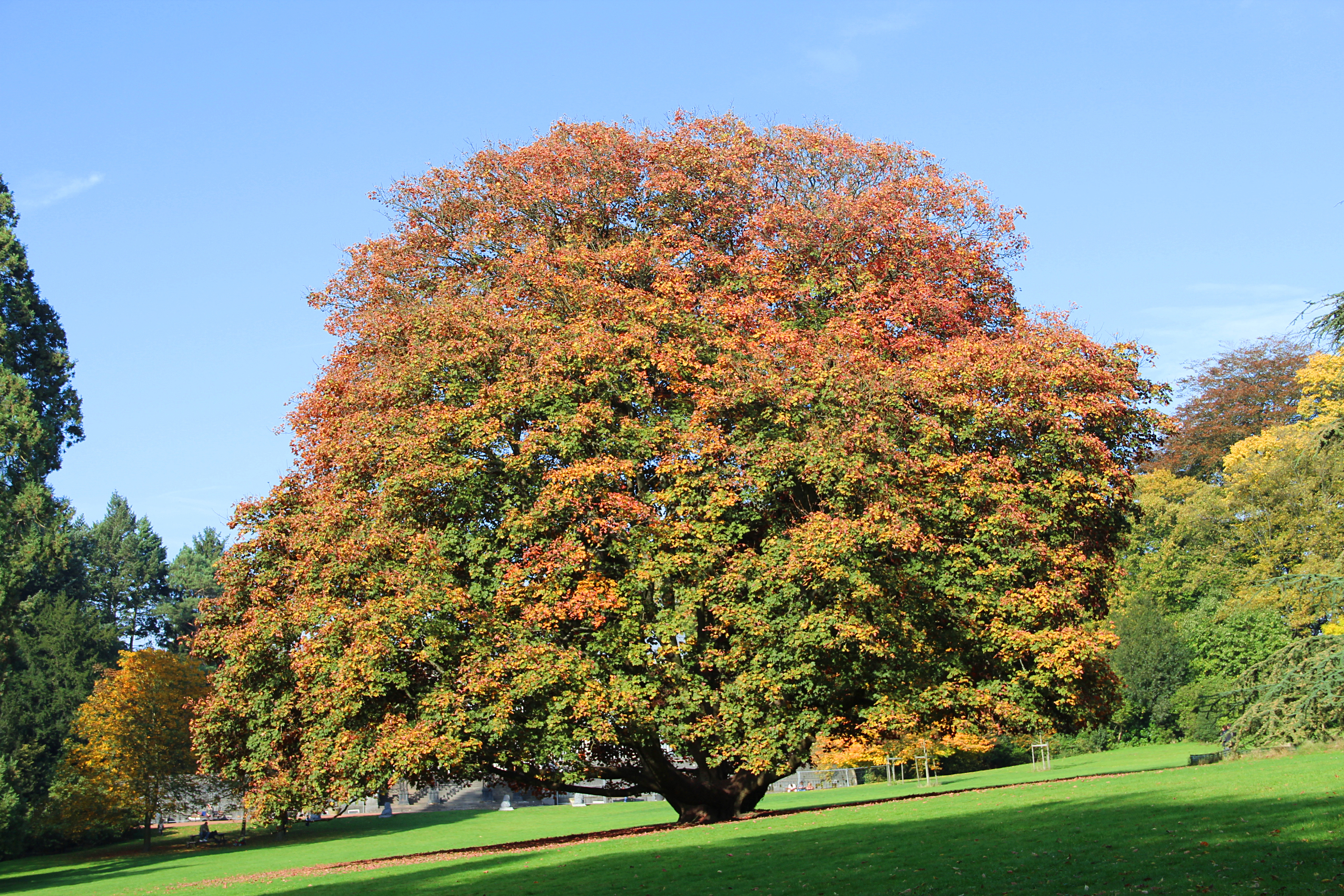
Die Sorte ‘Atropurpureum’ im Herbst

Es gibt einige Ausleseformen (Auswahl):
- 'Atropurpureum', auch Blutahorn genannt, wird 12 bis 18 m hoch. Wie bei der Blutbuche sind die Blätter beim Austrieb rot und die Blattunterseite ist dunkelpurpurrot gefärbt.[39][40][41]
- 'Brillantissimum', wächst als 3 bis 4 m hoher kleiner Baum[42] oder als Hochstamm als 5 bis 6 m hoher Kugelahorn. Die Blätter verfärben sich nach rosafarbenem Austrieb über gelb zu grün.[41]
- 'Erectum' ist für Straßenbepflanzung gut geeignet,[43] weil er bei 15 bis 20 m Höhe nur 5 bis 10 m breit wird.[44]
- 'Erythrocarpum': Die Fruchtflügel sind leuchtend rot.[39]
- 'Negenia', wächst mit pyramidaler Krone und wird 20 bis 25 m hoch und 15 bis 20 m breit.[44]
- 'Rotterdam' ist mit 20 bis 25 m Höhe und 8 bis 10 m Breite größer als ‘Erectum’.[44]